# Пливе кача по Тисині

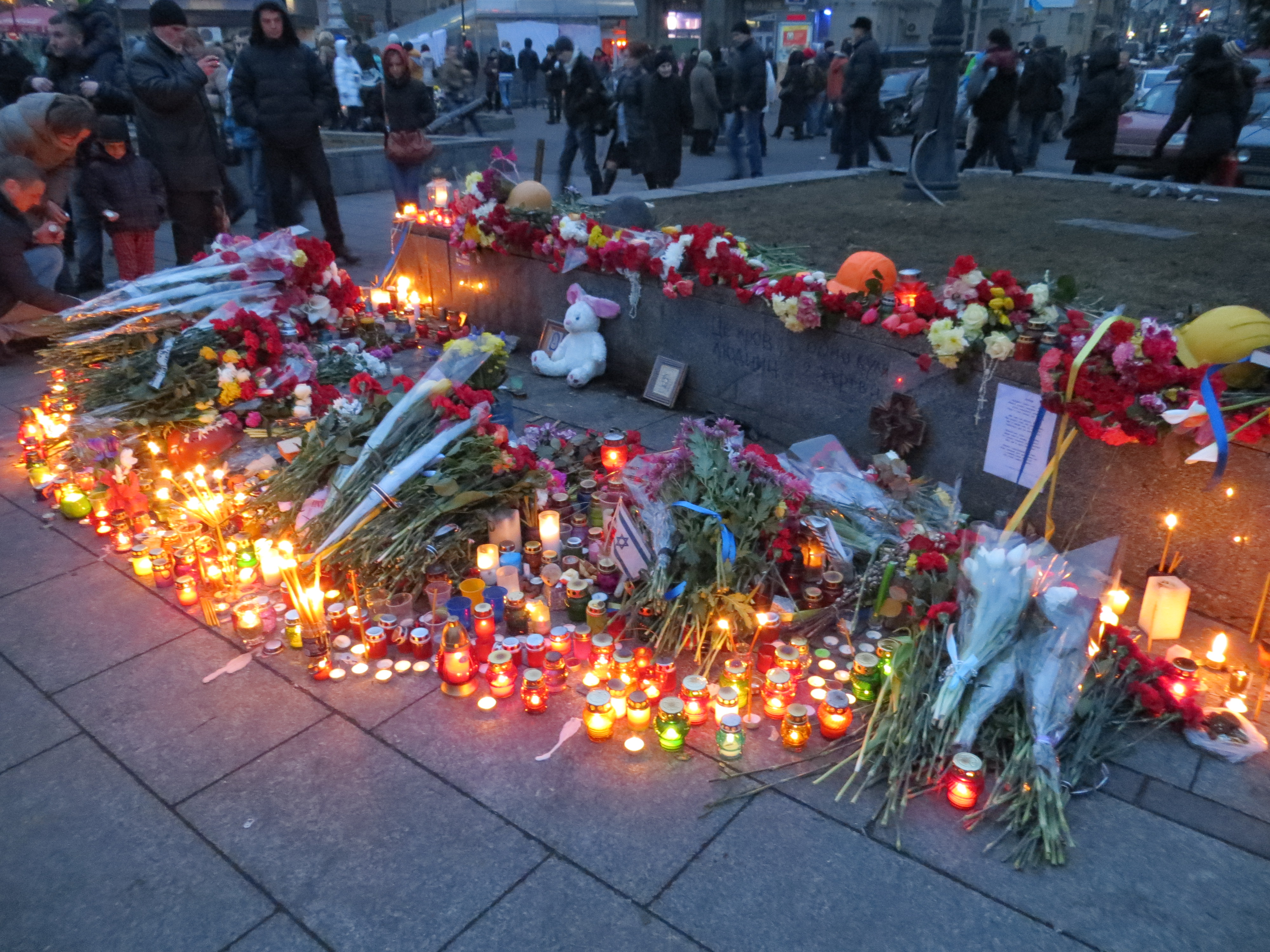
Панихида по «Небесной сотне».
Киев, Майдан Независимости, 23 февраля 2014 года.

«Пливе кача по Тисині…» (произносится как Плыве кача по Тысыни, с укр. — «Плывёт утка по Тысине») — украинская лемковская (закарпатская) траурная народная песня. Стала широко известна после её исполнения во время реквиема по погибшим участникам Евромайдана.

## История

### Происхождение
Происхождение однозначно не установлено. «Пливе кача по Тисині» была впервые записана фольклористом Дезидерием Задором в 1944 году в книге «Народные песни подкарпатских русинов», он называет её повстанческой песней бойцов УПА времён Второй мировой войны и вооружённой борьбы 1950-х годов. По мнению исследователя Василия Сокола, её текст восходит к опубликованному в 1923 году стихотворению закарпатского литератора Василия Гренджи-Донского. В то же время филолог Валерий Падяк указывает, что в различных редакциях сходные фольклорные тексты записывались в карпатском регионе уже во второй половине XIX века.
Поэтика произведения чрезвычайно архаична. В частности, образ смерти (или перехода в потусторонний мир) как птицы-утки, пересекающей водную гладь, существует в различных модификациях в кельтских и финно-угорских эпических произведениях (в том числе в «Калевале»).

### Песня во время Евромайдана
Новая жизнь пришла к песне в 1990-х годах, когда она вошла в цикл «Наши партизаны» сольного альбома Тараса Чубая. Более поздняя версия в исполнении «Пиккардийской терции» (2002), записанная акапелла мужским хором в восточно-православной традиции, использовалась в качестве реквиема на первых панихидах по погибшим активистам Евромайдана. Впервые она прозвучала там в январе 2014 года на похоронах Михаила Жизневского по просьбе его друзей. Благодаря мощной смысловой и эмоциональной нагрузке песни она позднее стала неофициальным гимном, исполнявшимся в память по погибшим активистам Евромайдана (Небесной сотне) и другим погибшим в ходе вооружённого конфликта на востоке Украины.
Кроме «Пиккардийской терции», песня также известна в исполнении разных групп и хоровых коллективов, таких как «Плач Иеремии», Капелла им. Ревуцкого, а также хор Киевской православной богословской академии, семинаристы которой были непосредственными участниками событий в центре Киева. Также эта песня исполнялась на международном фестивале «Virgo Lauretana» в Италии.
В 2023 году в Лондоне на Трафальгарской площади в традиционном ежегодном спектакле «Страсти Христовы», посвящённом празднованию Пасхи, «Гей, пливе кача по Тисині» была основным лейтмотивом. Особенно ярко звучала песня на украинском языке в момент снятия Христа с креста и оплакивания его матерью и учениками.

## Текст песни
Гей, пливе кача по Тисині,

Пливе кача по Тисині.

Мамко ж моя, не лай мені,

Мамко ж моя, не лай мені.

Гей, залаєш ми в злу годину,

Залаєш ми в злу годину.

Сам не знаю де погину,

Сам не знаю де погину.

Гей, погину я в чужім краю,

Погину я в чужім краю.

Хто ж ми буде брати яму?

Хто ж ми буде брати яму?

Гей, виберут ми чужі люди,

Виберут ми чужі люди.

Ци не жаль ти, мамко, буде?

Ци не жаль ти, мамко, буде?

Гей, якби ж мені, синку, не жаль?

Якби ж мені, синку, не жаль?

Ти ж на моїм серцю лежав,

Ти ж на моїм серцю лежав.

Гей, пливе кача по Тисині,

Пливе кача по Тисині.

## «Пливе кача» Акима Апачева и Дарьи Фрей
В мае 2022 года во время вторжения России на Украину урожененец Мариуполя, рэпер и бывший «военкор» Аким Апачев и Дарья Фрей впервые исполнили свою песню «Пливе кача», «приурочив» её к осаде Мариуполя. Хотя песня, так же как оригинал, исполнена на украинском языке, текст и посыл песни отличаются от оригинала.
В песне упоминается «Восемь лет», «Новороссия», «больное украинство», ракеты «Калибр», Георгиевская ленточка, символы «ZOV» и пр.
В июне 2022 года телеканал RT выпустил клип на эту песню, снятый на руинах «Азовстали» в Мариуполе. В июле 2022 года YouTube заблокировал клип за язык вражды.
22 февраля 2023 года эту песню исполнили на концерте в Лужниках. 1 января 2024 года песня «Пливе кача» Акима Апачева и Дарьи Фрей прозвучала в новогоднем эфире российского «Первого канала».

## Комментарии
1. ↑  Как утверждает историк и журналист, автор книги о депортации украинцев из Польши на юг Украины «Вигнані на степи» Роман Кабачий, часть территории в Ужгородском районе современной Закарпатской области являются историческими землями Лемковщины (Источник: Про депортацію лемків у Радянському Союзі не можна було говорити – історик, Роман Кабачій, Радіо Свобода, 08 лютого 2016).